# Musique Electronique du Cosmos
Musique Electronique du Cosmos es el quinto álbum de Jean-Jacques Perrey y su cuarto álbum en solitario, el cual fue publicado en 1962, dos años después de Mister Ondioline. 

## Lista de canciones
| Número | Título                   | Duración |
| ------ | ------------------------ | -------- |
| 1      | The Alien Planet         | 1:02     |
| 2      | In First Orbit           | 1:12     |
| 3      | Music of the Planets     | 1:05     |
| 4      | Space Light              | 1:06     |
| 5      | Intercelestial Tabulator | 1:04     |
| 6      | Mars Reflector           | 1:10     |
| 7      | Aqua Density             | 2:04     |
| 8      | Caverns in Deep Sea      | 1:23     |
| 9      | Cybernuts                | 1:36     |
| 10     | Saturnian Bird           | 1:25     |
| 11     | Andromeda Calling        | 1:38     |
| 12     | The Saturn Ambassador    | 1:22     |
| 13     | Spatial Blues            | 1:39     |
| 14     | Barnyard in Orbit        | 2:21     |
| 15     | Chicken on the Rocks     | 1:53     |

## "Chicken on the Rocks"
La última pista del álbum, "Chicken on the Rocks", fue usado para un comercial llamado "Bing Bang Boing", y también fue utilizado en el tercer capítulo de la temporada 14 de la serie South Park.
La canción "Chicken on the Rocks" fue recreada para el álbum The Happy Electropop Music Machine (2006) en colaboración con el compositor Dana Countryman.